# 1938 Lausanna
1938 Lausanna eller 1974 HC är en asteroid i huvudbältet som upptäcktes den 19 april 1974 av den Schweiziska astronomen Paul Wild vid Observatorium Zimmerwald. Den har fått sitt namn efter den Schweiziska staden Lausanne.
Asteroiden har en diameter på ungefär 7 kilometer.